# Lampides eurysthenes
Lampides eurysthenes är en fjärilsart som beskrevs av Hans Fruhstorfer 1921. Lampides eurysthenes ingår i släktet Lampides och familjen juvelvingar. Inga underarter finns listade i Catalogue of Life.